# Coupe de la Ligue d'Irlande de football 2004
Navigation
Édition précédente Édition suivante
La 31e coupe de la Ligue d'Irlande de football se tient entre le 3 mai 2004 et le 30 août 2004. Le St. Patrick's Athletic FC remet en jeu son titre obtenu en 2003. 
Longford Town remporte la compétition en battant en finale le Bohemian FC sur le score de deux buts à un. C'est la première victoire du club dans cette compétition. La même année Longford remporte aussi la Coupe d'Irlande.

## Organisation
La compétition se déroule en deux temps. La première partie consiste en une compétition par poule, avec 8 poules de quatre équipes. La deuxième partie consiste en une compétition par élimination directe. Les huit vainqueurs des poules se qualifient pour les quarts de finale du tournoi et procèdent pas élimination directe pour déterminer le vainqueur.
Vingt-quatre équipes participent à la compétition. Les vingt-deux équipes participantes au championnat d'Irlande et deux équipes invitées : Kerry League et Mayo League. Les équipes sont réparties par groupes géographiques pour le premier tour.

## Compétition

### Phase de poules
| Rang | Équipe           | Pts | J | G | N | P | Bp | Bc | Diff |
| ---- | ---------------- | --- | - | - | - | - | -- | -- | ---- |
| 1    | Cork City FC     | 6   | 2 | 2 | 0 | 0 | 6  | 1  | +5   |
| 2    | Cobh Ramblers FC | 1   | 2 | 0 | 1 | 1 | 1  | 2  | -1   |
| 3    | Kerry League     | 1   | 2 | 0 | 1 | 1 | 0  | 4  | -4   |

| Rang | Équipe            | Pts | J | G | N | P | Bp | Bc | Diff |
| ---- | ----------------- | --- | - | - | - | - | -- | -- | ---- |
| 1    | Limerick FC       | 2   | 2 | 0 | 2 | 0 | 4  | 4  | 0    |
| 2    | Kilkenny City AFC | 2   | 2 | 0 | 2 | 0 | 2  | 2  | 0    |
| 3    | Waterford United  | 2   | 2 | 0 | 2 | 0 | 2  | 2  | 0    |

| Rang | Équipe         | Pts | J | G | N | P | Bp | Bc | Diff |
| ---- | -------------- | --- | - | - | - | - | -- | -- | ---- |
| 1    | Longford Town  | 6   | 2 | 2 | 0 | 0 | 6  | 1  | +5   |
| 2    | Kildare County | 3   | 2 | 1 | 0 | 1 | 5  | 2  | +3   |
| 3    | Athlone Town   | 0   | 2 | 0 | 0 | 2 | 0  | 8  | -8   |

| Rang | Équipe          | Pts | J | G | N | P | Bp | Bc | Diff |
| ---- | --------------- | --- | - | - | - | - | -- | -- | ---- |
| 1    | Finn Harps      | 3   | 2 | 0 | 1 | 1 | 3  | 2  | +1   |
| 2    | Derry City FC   | 3   | 2 | 0 | 1 | 1 | 2  | 1  | +1   |
| 3    | Monaghan United | 3   | 2 | 0 | 1 | 1 | 1  | 3  | -2   |

| Rang | Équipe        | Pts | J | G | N | P | Bp | Bc | Diff |
| ---- | ------------- | --- | - | - | - | - | -- | -- | ---- |
| 1    | Sligo Rovers  | 4   | 2 | 1 | 1 | 0 | 2  | 0  | +2   |
| 2    | Galway United | 2   | 2 | 0 | 2 | 0 | 1  | 1  | 0    |
| 3    | Mayo League   | 1   | 2 | 0 | 1 | 1 | 1  | 3  | -2   |

| Rang | Équipe          | Pts | J | G | N | P | Bp | Bc | Diff |
| ---- | --------------- | --- | - | - | - | - | -- | -- | ---- |
| 1    | UCD             | 4   | 2 | 1 | 1 | 0 | 1  | 0  | +1   |
| 2    | Bray Wanderers  | 3   | 2 | 1 | 0 | 1 | 3  | 2  | +1   |
| 3    | Shamrock Rovers | 1   | 2 | 0 | 1 | 1 | 1  | 3  | -2   |

| Rang | Équipe                    | Pts | J | G | N | P | Bp | Bc | Diff |
| ---- | ------------------------- | --- | - | - | - | - | -- | -- | ---- |
| 1    | Dublin City               | 6   | 2 | 2 | 0 | 0 | 5  | 2  | +3   |
| 2    | Shelbourne FC             | 3   | 2 | 1 | 0 | 1 | 4  | 4  | 0    |
| 3    | St. Patrick's Athletic FC | 0   | 2 | 0 | 0 | 2 | 5  | 6  | -1   |

| Rang | Équipe          | Pts | J | G | N | P | Bp | Bc | Diff |
| ---- | --------------- | --- | - | - | - | - | -- | -- | ---- |
| 1    | Bohemian FC     | 4   | 2 | 1 | 1 | 0 | 3  | 1  | +2   |
| 2    | Drogheda United | 3   | 2 | 1 | 0 | 1 | 5  | 4  | +1   |
| 3    | Dundalk FC      | 1   | 2 | 0 | 1 | 1 | 1  | 4  | -3   |

### Quarts de finale
| Quart de finale 1 | Limerick FC | 2-0 | Cork City FC |  |  |
|                   |             |     |              |  |  |

| Quart de finale 2 | Sligo Rovers | 1-5 | Finn Harps |  |  |
|                   |              |     |            |  |  |

| Quart de finale 3 | Longford Town | 2-0 | Dublin City |  |  |
|                   |               |     |             |  |  |

| Quart de finale 4 | Bohemian FC | 2-1 | UCD |  |  |
|                   |             |     |     |  |  |

### Demi-finales
| Demi-finale 1        | Bohemian FC                          | 4-1   | Limerick FC       | Dalymount Park |  |
| 6 juillet 2004 19:45 | Ward 50e 70e · Crowe 60e · Lynch 90e | (0-1) | Keith Hartnett 9e |                |  |

| Demi-finale 2         | Finn Harps       | 1-2   | Longford Town                | Finn Park |  |
| 20 juillet 2004 19:45 | Kevin McHugh 57e | (0-1) | Sean Francis 18e · Baker 55e |           |  |

### Finale
| Finale             | Bohemian FC     | 1-2   | Longford Town          | Strokestown Road, Longford |  |
| 30 août 2004 19:45 | Ryan 85e (pen.) | (0-1) | Dillon 4e · Prunty 81e |                            |  |